# Blaesoxipha janzeni
Blaesoxipha janzeni är en tvåvingeart som beskrevs av Guilherme A.M.Lopes 1990. Blaesoxipha janzeni ingår i släktet Blaesoxipha och familjen köttflugor.
Artens utbredningsområde är Costa Rica. Inga underarter finns listade i Catalogue of Life.